# Florence, Kansas
Florence là một thành phố thuộc quận Marion, tiểu bang Kansas, Hoa Kỳ. Năm 2010, dân số của xã này là 465 người.

## Dân số
Dân số các năm:
- Năm 2000: 671 người
- Năm 2010: 465 người